# 近代五種全日本選手権大会
近代五種全日本選手権大会（きんだいごしゅぜんにほんせんしゅけんたいかい）は、日本近代五種協会（旧日本近代五種・バイアスロン連合）が主催する近代五種競技の全国大会である。
第1回は1961年に開催され、開催時期は国際大会の日程などの影響により9月から12月の間で変動する。射撃、フェンシング、水泳、ランニングは埼玉県北足立郡朝霞町の朝霞根津パーク、馬術は東京都世田谷区の馬事公苑で開かれる。